# Thomas Mygind
Thomas Mygind (født 20. december 1960 i København) er en dansk tv-vært. Han har været vært på Robinson Ekspeditionen fra 1998-2003. Han er også kendt for programmer som Fangerne på Fortet, Sangstjerner og Peking Express.

## Uddannelse og tidligere liv
Mygind droppede i teenagealderen ud af gymnasiet for at arbejde som blandt andet vinduespudser, skovarbejder og DJ, før han senere blev smidt ud af handelsskolen. Thomas fik i stedet en konstabeluddannelse i hæren, hvorefter han fik en stor interesse for reklamebranchen og arbejdede på landets største bureauer, før han i 1986 startede sit eget.[kilde mangler]
Thomas var også fascineret af en alternativ tankegang, holistisk filosofi og åndsvidenskab og blev blandt andet efterfølgende uddannet NLP Practitioner i London.[kilde mangler]

## Radio- og tv-vært
Senere hen blev Mygind DJ i lokalradiofeltet, som programprofil og senere stationsleder på blandt andet Radio Silkeborg. Efter han havde arrangeret og medvirket i mere end 1.500 timers live-radio, valgte han i 1989 at træde ind i fjernsyns-branchen som reklameproducer. Thomas Mygind blev for alvor kendt i Danmark da han i 1998 blev vært for realityshowet Robinson Ekspeditionen. Efter Robinson Ekspeditionen 2003, tog han i 2004 springet fra jobbet som frontfigur i TV3's Robinson-programmer til en plads i ledelsen af Det Nye TvDanmark – SBS TV. Efter at have været vært på programmer som Rødderne, Strandvejsvillaen, Danmarks Klogeste Barn og Kan du danse?, og have siddet i ledelsen i knap tre år  blev Mygind i november 2006, kanalchef for Kanal 5. Senest medvirker han i programmerne Peking Express, Krimi 5 og Kagekampen.